# روكستار فانكوفر
روكستار فانكوفر (بالإنجليزية: Rockstar Vancouver)‏ كانت كندية مطورة لألعاب الفيديو وكانت تابعة لـ روكستار، تأسست عام 1998 و تم الاستحواذ عليها في سنة 2002.

## الألعاب
- Homeworld: Cataclysm (2000) (الكمبيوتر الشخصي)
- كاونتر سترايك (2000) (الكمبيوتر الشخصي) (مع فالف)
- Global Operations (2002) (الكمبيوتر الشخصي)
- Treasure Planet: Battle at Procyon (2002) (الكمبيوتر الشخصي)
- بيلي (لعبة فيديو) (2006) (بلاي ستيشن 2)
- بيلي (لعبة فيديو) (2008) (إكس بوكس 360، الكمبيوتر الشخصي، وي) (مع روكستار نيو إنجلاند وروكستار تورونتو)
- ماكس باين 3 (2011) (إكس بوكس 360، بلاي ستيشن 3، الكمبيوتر الشخصي)